# 讓·菲利普·杜蘭德
讓·菲利普·杜蘭德（法語：Jean-Philippe Durand，1960年11月11日—）是法國前職業足球員，司職中場。
在杜蘭德的職業生涯中，他曾效力圖盧茲、波爾多及馬賽，並曾入選法國國家隊出戰1992年歐洲國家盃。當他為馬賽效力時，他曾在1993年歐洲冠軍聯賽決賽勝出，並獲得1992–93年歐聯冠軍。
自2020 年以來，他一直負責法蘭克福的招聘部門。

## 榮譽
馬賽
- 法甲: 1991–92
- 歐洲聯賽冠軍盃: 1992–93
- 法乙: 1994–95

## 外部連結
- Jean-Philippe Durand （页面存档备份，存于）於法國足球總會